# Kiffis
Kiffis je občina v departmaju Haut-Rhin francoske regije Alzacija.
Leta 1990 je v občini živelo 237 oseb oz. 36 oseb/km².